# دکلان گالبریث
دکلان جان گالبریث (به انگلیسی: Declan John Galbraith) (زادهٔ ۱۹ دسامبر ۱۹۹۱ در هو سن وربرگ، کنت) یک خوانندهٔ انگلیسی با تبار اسکاتلندی و ایرلندی است.

## زندگینامه
دکلان همراه با خانواده‌اش در هو، روستایی در نزدیکی روچستر، کنت زندگی می‌کند. پدربزرگش عضو یک گروه موسیقی و نوازنده چندین ساز بود که توجه او را در کودکی به یک جشنواره موسیقی ایرلندی جلب کرد، او با شرکت در آن جشنواره و اجرای یک موسیقی سنتی تلفیقی ایرلندی و اسکاتلندی، الهام‌بخش دکلان برای ورود زودهنگام به دنیای موسیقی شد.
دکلان به خاطر کنترل و بُردِ صدایش، و نیز توانایی‌اش در اجرای خاص خویش و سازگارنمودن عناصر ژانرهای متفاوت، شهرت دارد.

## آثار

### آلبوم‌ها
- دکلان (۲۰۰۲)
- متشکرم (۲۰۰۶)
- تو و من (۲۰۰۷)
- برترین ترانه‌های پرطرفدار (۲۰۱۸)

### تک آهنگ‌ها
- به من بگو چرا (۲۰۰۲)
- عشق زندگیم (۲۰۰۷)
- خودِ تو (۲۰۰۷)